# جورج إلفينستون، الفيكونت كيث الأول
جورج كيث إلفينستون، أول فيكونت كيث جي سي بي، زميل الجمعية الملكية (7 يناير 1746 - 10 مارس 1823) كان ضابطًا في البحرية الملكية وسياسيًا ونبيلًا خدم في الثورة الفرنسية والحروب النابليونية.

## حياته
جورج إلفينستون هو الابن الرابع لتشارلز إلفينستون (اللورد العاشر لإلفينستون) وزوجته السيدة كليمنتينا فليمنج (ابنة ووريثة جون فليمنج، إيرل ويجتاون السادس). وُلِد إلفينستون في 7 يناير 1746 في برج إلفينستون، اسكتلندا. من بين إخوته الثلاثة الأكبر سنًا، انضم اثنان منهم إلى الجيش البريطاني، بينما خدم الثالث ويليام فوليرتون إلفينستون في البداية في البحرية الملكية قبل أن ينضم إلى شركة الهند الشرقية. تبع إلفينستون شقيقه الثالث في البحرية، وانضم إلى سفينة الخط إتش إم إس رويال سوفرين ذات المائة مدفع في 4 نوفمبر 1761. بقي فيها لفترة وجيزة فقط، ثم انتقل إلى الفرقاطة إتش إم إس جوسبورت ذات الـ 44 مدفعًا، بقيادة الكابتن جون جيرفيس، في 1 يناير من العام التالي.

### كابتن
خلال الحرب في أمريكا، عمل جورج إلفينستون ضد القراصنة، وكان يقود لواءًا بحريًا في احتلال تشارلستون، ساوث كارولينا. في يناير 1781، عندما كان قائدًا للسفينة إتش إم إس وارويك ذات الخمسين مدفعًا، استولى على سفينة هولندية من 50 مدفعًا كانت قد ضربت سفينة بريطانية بنفس القوة قبل أيام قليلة. في 15 سبتمبر 1782، في خليج ديلاوير، قاد سربًا استولى على فرقاطة فرنسية من طراز 38 مدفعًا، حيث تم خلالها أسر الكابتن لاتوش تريفيل. بعد توقيع السلام، ظل على الشاطئ لمدة عشر سنوات، حيث خدم في البرلمان كعضو أول لدانبارتونشاير، ثم لستيرلينغشاير. في عام 1790، تم انتخابه زميلًا للجمعية الملكية.

### أميرال
عندما اندلعت الحرب مرة أخرى في عام 1793، تم تعيينه في السفينة 74 HMS، حيث شارك في احتلال تولون تحت قيادة صامويل هود، الفيكونت هود الأول. تميز بشكل خاص بضرب شاطئ فرنسي على رأس لواء بحري من البريطانيين والإسبان. تم تكليفه بأخذ الهاربين عند إخلاء المدينة. في عام 1794 تمت ترقيته إلى رتبة أميرال، وفي عام 1795 أُرسل لاحتلال المستعمرات الهولندية في جنوب إفريقيا، مما أدى إلى إنشاء محطة رأس الرجاء الصالح. كان له دور كبير في الاستيلاء على كيب في عام 1795، وفي أغسطس 1796 استولى على سرب هولندي كامل في خليج سالدانها. في الفترة بينهما، ذهب إلى الهند، حيث تدهورت صحته، ثم تم القبض عليه في سالدانها وهو في طريقه للعودة إلى الوطن. عند اندلاع تمرد نور في عام 1797، تم تعيينه في القيادة وتمكن بسرعة من استعادة النظام. كان ناجحًا أيضًا في بليموث، حيث كان السرب في حالة اضطراب.
في نهاية عام 1798، تم إرساله ليكون ثانيًا في القيادة إلى سانت فنسنت. كان المنشور لفترة طويلة غير ممتن، حيث كانت حالة سانت فنسنت نصف عاجزة بسبب اعتلال الصحة، بينما كان هوراشيو نيلسون غاضبًا  وغير منضبط بسبب تعيين كيث الذي اعتبره إهانة شخصية. في مايو 1799، لم يكن قادرًا على مواجهة حملة بروا، ويرجع ذلك أساسًا إلى الخلاف بين قادة البحرية البريطانية. تبع كيث العدو إلى بريست في انسحابهم، لكنه لم يتمكن من دفعهم إلى العمل.
عاد إلى البحر الأبيض المتوسط في نوفمبر كقائد أعلى للقوات المسلحة. تعاون مع النمساويين في حصار جنوة، التي استسلمت في 4 يونيو 1800. ومع ذلك، فقد بعدها مباشرة نتيجة معركة مارينغو، وتمكن الفرنسيون من إعادة دخولهم بسرعة، مما جعل الأميرال يواجه صعوبة في إخراج سفنه من الميناء. قضى نهاية عام 1801 وبداية العام التالي في نقل الجيش لاستعادة مصر من الفرنسيين. وعندما تم دفع القوة البحرية للعدو إلى الميناء، لم تكن هناك فرصة للأدميرال البريطاني للعمل في البحر، لكن إدارته للقافلة التي تحمل القوات وإنزالها في أبو قير كانت موضع إعجاب كبير.
عين بارونًا في المملكة المتحدة في عام 1797. وعند تجديد الحرب في عام 1803، تم تعيينه قائدًا أعلى للقوات البحرية في بحر الشمال، وهو المنصب الذي شغله حتى عام 1807. في فبراير 1812 تم تعيينه قائدًا أعلى للقوات المسلحة في القنال الإنجليزي، وفي عام 1814 رُفع إلى مقاطعة. خلال قيادته الأخيرة، انخرط أولًا في تجاهل الإجراءات المتخذة لمواجهة خطر الغزو، ثم في توجيه تحركات العديد من الأسراب الصغيرة والسفن الخاصة المستخدمة على سواحل إسبانيا والبرتغال، بالإضافة إلى حماية التجارة.
كان اللورد كيث في بليموث عندما استسلم نابليون، وتم إحضاره إلى إنجلترا على متن سفينة إتش إم إس بيلروفون بقيادة الكابتن مايتلاند (1777-1839). نقل قرارات حكومة المملكة المتحدة إلى الإمبراطور المخلوع، حيث رفض اللورد كيث الانجرار وراء النزاعات، واكتفى بالإعلان بثبات أنه كان يتبع أوامر يجب أن يطيعها. لم يكن معجبًا بمظهر نابليوم الشهير، وكان يعتقد أن تصرفات نابليون وحاشيته كانت سخيفة.

## وفاته
توفي اللورد كيث في عام 1823 في قلعة توليالان بالقرب من كينكاردين فيرث أوف فورث، فايف، ممتلكاته في اسكتلندا، ودُفن في كنيسة الرعية.

## حياته العائلية
تزوج جورج إلفينستون مرتين: في عام 1787 من جين ميرسر، ابنة العقيد ويليام ميرسر من ألدي، وفي عام 1808 من هستر ثرالي، ابنة هنري ثرالي.